# Ligne 1 du métro d'Almaty
Pour les articles homonymes, voir Ligne 1.
La Ligne 1 du métro d'Almaty est la première des cinq lignes du réseau metropolitain d'Almaty au Kazakhstan. 
La mise en service a eu lieu le 1er décembre 2011

## Stations
- Raïymbek batyr
- Jibek Joly
- Almaly
- Abaï
- Baïqonyr
- Moukhtar Äouezov atyndaghy teatry
- Alataou
- Saïran
- Mäskeou
- Saryarqa
- Baouyrjan Momychouly